# Posneoliberalismo
Posneoliberalismo es el nombre con que se denominan una serie de corrientes y estudios políticos y económicos surgidos en el siglo XXI que tienen en común el diagnóstico de que el neoliberalismo está agotado y ha entrado en su fase final, y que buscan desarrollar una nueva manera de pensar la economía política, que permita la emergencia de un nuevo paradigma intelectual, para resolver problemas como la desigualdad social, la concentración de la riqueza y el poder económico, la reducción del poder de negociación del trabajo, las asimetrías regionales, el impacto negativo de la economía sobre el medio ambiente, la corrupción, el predominio de la economía especulativa y financiera, entre otros desafíos.
Las primeras corrientes posneoliberales surgieron en América Latina a partir de 1999, en respuesta y como rechazo de las políticas neoliberales implementadas desde la década de 1970, sintetizadas y reglamentadas por el Consenso de Washington de 1989. Luego de la Crisis de 2008 y especialmente luego de la pandemia de COVID-19 diversos especialistas y medios de comunicación, incluso defensores del libre mercado y la globalización, comenzaron a señalar el ocaso de la Era neoliberal, así como la multiplicación de proyectos y centros académicos orientados a elaborar nuevos principios y herramientas teóricas para reemplazar al neoliberalismo.

## Evolución
Las primeras corrientes posneoliberales surgieron en América Latina a partir de 1999, en respuesta y como rechazo de las políticas neoliberales implementadas desde la década de 1970, sintetizadas y reglamentadas por el Consenso de Washington de 1989, luego de las crisis de Brasil de 1999 y de Argentina de 2001. Luego de la Crisis de 2008 y especialmente luego de la pandemia de COVID-19 diversos especialistas y medios de comunicación, incluso defensores del libre mercado y la globalización, comenzaron a señalar el ocaso de la Era neoliberal, así como la multiplicación de proyectos y centros académicos orientados a elaborar nuevos principios y herramientas teóricas para reemplazar al neoliberalismo.
En 2018 la Fundación Hewlett destinó 10 millones de dólares con el objetivo de financiar «una manera diferente de pensar la economía política y los términos de un nuevo contrato social para el siglo XXI», que permita la emergencia de un nuevo paradigma intelectual que vaya «más allá del neoliberalismo».
Por su parte, el pensador norteamericano Francis Fukuyama, célebre por haber sostenido que la victoria de Estados Unidos en la Guerra Fría significaba el «fin de la historia» y el triunfo final de la economía de libre mercado, comenzó a sostener en 2018 que «los neoliberales fueron demasiado lejos. Ahora hacen falta más políticas socialdemócratas». Fukuyama sostiene que «este período extendido, que comenzó con Reagan y Thatcher, en el que se impusieron ciertas ideas sobre los beneficios de los mercados no regulados, tuvo un efecto desastroso en muchos aspectos. En la igualdad social, ha llevado a un debilitamiento de los sindicatos, del poder de negociación de los trabajadores ordinarios, el surgimiento de una clase oligárquica en casi todas partes que luego ejerce un poder político indebido. En cuanto al papel de las finanzas, si hay algo que aprendimos de la crisis financiera es que hay que regular estrictamente el sector, porque ellos harán que todos los demás paguen».
En 2022, el tradicional periódico británico Financial Times, considerado como uno de los principales medios que defienden los principios del libre mercado y la desregulación económica, en un artículo titulado «Las nuevas reglas para los negocios en un mundo post-neoliberal», sostuvo que el pensamiento neoliberal en los Estados Unidos «está siendo reemplazado por una política más intensiva" y que muchos centros de las principales universidades, entre ellos la Universidad de Harvard, están desarrollando programas con «el objetivo de reemplazar los paradigmas políticos neoliberales», buscando «convertirse en el epicentro de un pensamiento económico renovado, del mismo modo que la Universidad de Chicago fue el epicentro de neoliberalismo».